# Línia de Narbona a Portbou
La Línia de Narbona a Portbou és una línia de ferrocarril electrificada de doble via amb una llargària de 107 quilòmetres, situada quasi totalment a l'estat francès, a la regió d'Occitània.
Va entrar en servei del 1858 al 1878, a càrrec de la Compagnie des chemins de fer du Midi et du Canal latéral à la Garonne, i uneix Narbona amb Portbou, a l'estat espanyol. Aquest enllaç internacional entre França i Catalunya serveix els departaments de l'Aude i dels Pirineus Orientals.
Constitueix la línia 677000 de la xarxa ferroviària francesa.

## Història

### Cronologia
- El 24 d'agost del 1852, concessió de Narbona a Perpinyà a la Compagnie des chemins de fer du Midi et du Canal latéral à la Garonne, o Compagnie du Midi.
- El 20 de febrer del 1858, entrada en servei des de l'estació de Narbona fins a l'estació de Vernet d'Arieja.
- El 12 de juliol del 1858, entrada en servei des de Vernet d'Arieja fins a Perpinyà.
- L'11 de juny del 1859, concessió de Perpinyà a Portvendres a la Compagnie du Midi.
- L'11 de juny del 1863, concessió de Portvendres a la frontera a la Compagnie du Midi.
- El 21 de març del 1866, entrada en servei de Perpinyà a Cotlliure.
- El 18 d'agost del 1867, entrada en servei de Cotlliure a Portvendres.
- El 14 d'agost del 1875, entrada en servei de Portvendres a Banyuls de la Marenda.
- El 23 de gener del 1878, entrada en servei de Banyuls de la Marenda a Portbou.

### Origen de la línia

#### De Narbona a Perpinyà
La línia de Narbona a Perpinyà fou concedida, amb d'altres, a Messieurs Ernest André et cie. pel decret de 24 d'agost del 1852. Aquesta concessió donà naixença a la Compagnie des chemins de fer du Midi et du Canal latéral à la Garonne.
La línia fou oberta de Narbona al Vernet d'Arieja (59 quilomètres) el 20 de febrer del 1858, i del Vernet d'Arieja a Perpinyà (40 quilometres) el 12 de juliol següent.

#### De Perpinyà a Portvendres
La prolongació de Perpinyà a Portvendres fou concedida a títol eventual a la Compagnie des chemins de fer du Midi et du Canal latéral à la Garonne segons una convenció signada entre el ministre secretari d'Estat del departament d'Agricultura, Comerç i Obres públiques i la companyia el 22 de desembre del 1859. Aquesta convenció fou aprovada per decret l'11 de juny del 1859. Aquest tram fou declarat d'utilitat pública, i la concessió fou declarada definitiva per decret imperial el 16 de gener del 1861.
La línia fou oberta fins a Cotlliure el 21 de març del 1866. Els trens arribaven a Portvendres el 18 d'agost del 1867.

#### De Portvendres a Portbou
El 14 de juny del 1861, un decret imperial declarava d'utilitat pública la línia entre Portvendres i la frontere estatal. Fou concedida a la Compagnie des chemins de fer du Midi et du Canal latéral à la Garonne, segons els termes d'una convenció signada entre el ministre d'Agricultura, Comerç i Obres públiques i la companyia l'1 de maig del 1863. La convenció fou confirmada per decret l'11 de juny del 1863.
Les vies entraren en servei fins a Banyuls de la Marenda el 14 d'agost del 1875. Finalment, s'arribà a Portbou el 23 de gener del 1878. En el túnel entre Cervera de la Marenda i Portbou, hi ha dues vies diferents: la primera, d'ample estàndard, utilitzada pels trens francesos que acaben a Portbou, i una d'ample, que permet als trens espanyols d'arribar a Cervera de la Marenda. L'explotació del tram internacional esta gestionat en un primer moment per convencions francoespanyoles provisionals. Una convenció definitiva es va signar el 20 de juliol del 1882. Aquesta convenció fou ratificada per llei el 12 de juliol del 1883, i promulgada per decret el 31 d'agost del 1883.

### Modernitzacions de la línia
La línia ha estat progressivament equipada amb una segona via a tota la seva allargada, fins al 1883.
Abans de la primera guerra mundial, el tram entre Banyuls de la Marenda i Cervera de la Marenda fou equipat de block manuel Regnault. La resta de la línia era explotada amb dispositiu telefònic.
El 1961 la línia fou totalment équipada en block manuel uniformisé Sud-Est. Del 1976 al 1982 ha estat reemplaçat progressivament per block automàtic lluminós. El 18 de setembre del 1981, la línia va ser electrificada per catenària de corrent continu de 1500 volts entre Narbona i Elna, després, el 29 d'abril del 1982 fins a Portbou.
L'electrificació en corrent continu de 1500 V i la senyalització de tipus block automàtic lluminós daten del 23 de septembre del 1981 per a la primera secció de Narbona a Elna, i del 29 d'abril del 1982 per a la segona, d'Elna a Portbou. Sempre el projecte fou elaborat, els anys 30 del segle xx, per la Compagnie du Midi, però l'execució de les obres es va retardar a causa de les guerres, i començada a finals dels anys 70, després de la crisi petroliera del 1973.

## Característiques

### Traçat

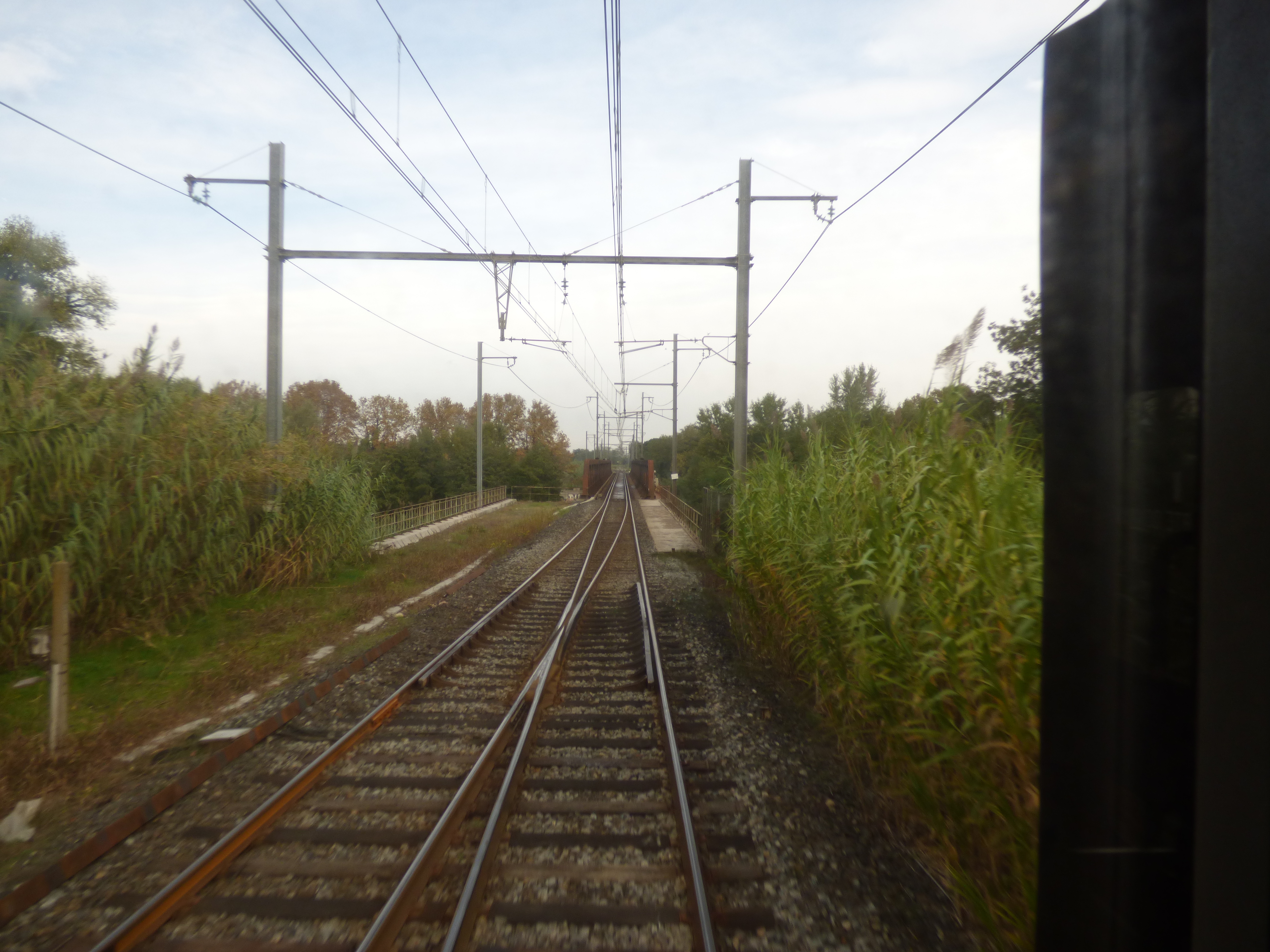
La imbricació de les vies permeten de franquejar el Tec prop d'Elna (66).

À la sortida de l'estació de Narbona, la línia passa el pont sobre el canal de la Robina en paral·lel a les línies de Narbona a Bize i de Bordèus-Sant-Joan a la vila de Seta, de la qual es destaca poc després decantant-se cap al sud. Penetra aleshores a les zones baixes i pantanoses rodejant per l'est l'estany de Bages - Sigean, després passant per estretes llenques de terra entre els estanys de la Seca i d'Airola, abans de franquejar el pont sobre el canal de Port-la-Nouvelle i d'arribar a l'estació d'aquesta vila. La línia, establerta sobre bancs de terra, segueix llavors la banda litoral, deixa a la dreta l'estany de La Palma, serveix l'estació de Leucata-La Franqui i abandona el litoral per arribar a l'estació de Salses. Poc després de la sortida de l'estació voreja la riba oest de l'estany de Leucata, que deixa en haver passat el límit entre els departaments de l'Auda i dels Pirineus Orientals. La línia segueix aleshores un traçat paral·lel a l'autopista A9, de la qual s'aparta lleugerament poc abans d'arribar a l'estació de Salses. Tot seguit, s'adreça cap a l'oest, passa sota l'autopista i franqueja el Reboll i l'Aglí abans d'arribar a l'estació de Ribesaltes i l'embrancament de la línia de Carcassona a Ribesaltes. Fent la volta a la vila per l'est, s'adreça de nou cap al sud, torna a passar per sota de l'autopista, franqueja la Tet i arriba a l'estació de Perpinyà.

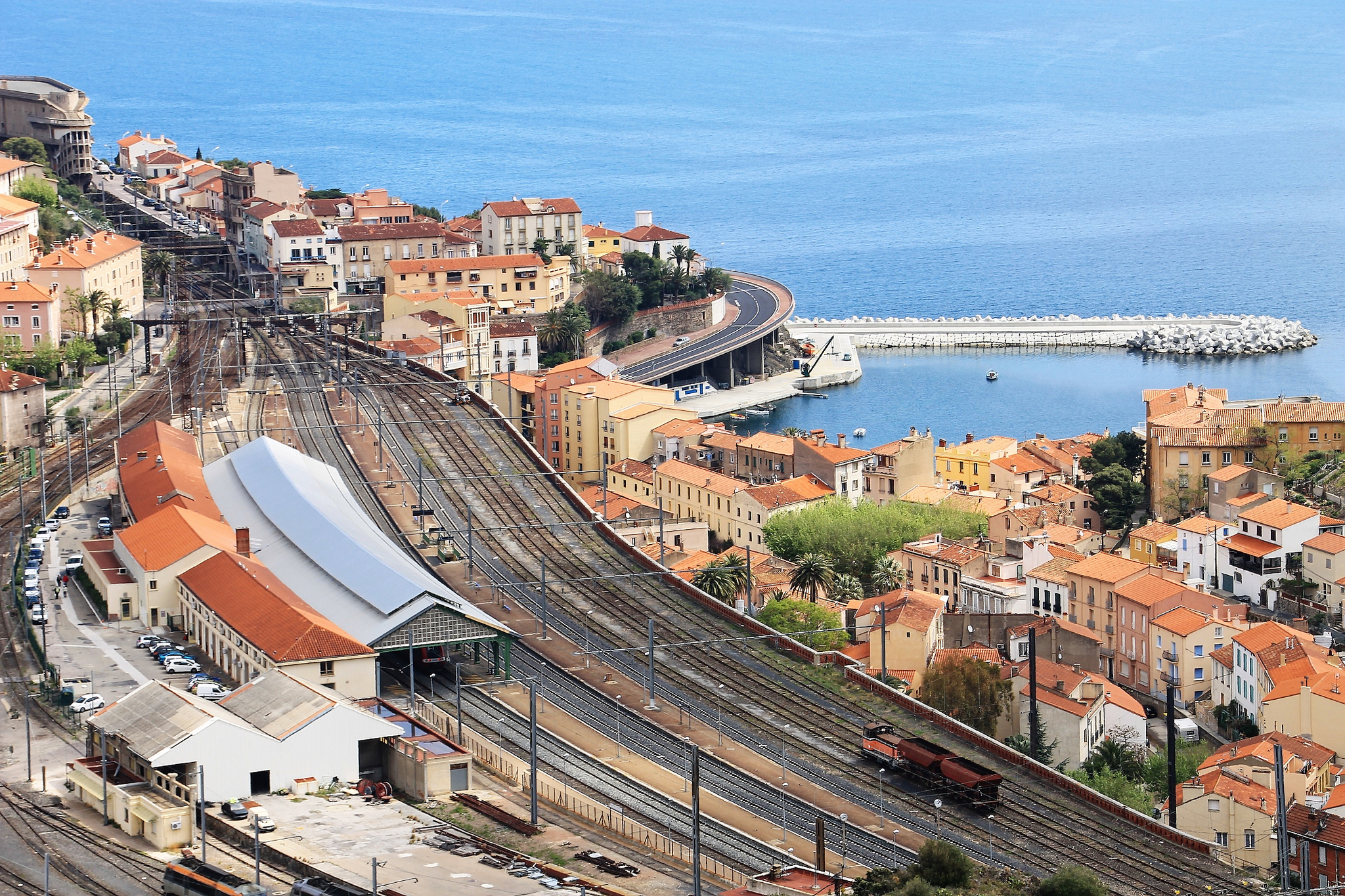
Vista de les instal·lacions de l'estació de Cervera de la Marenda.

Després d'haver contornejat la ciutat de Perpinyà per l'oest, la línia va en direcció sud-oest travessant, sovint sobre barres de terra, la plana al·luvial. Franqueja el Reart per un pont de cinc arcs, passa prop de Cornellà del Bercol, i arriba a l'estació d'Elna, a l'oest de la vila. En paral·lel a la línia d'Elna a Arles, franqueja el canal d'Elna i arriba al Tec, que franqueja per un pont metàl·lic que conté dues vies imbricades l'una dins de l'altra sense agulles. El pont es va esfondrar a ran d'una crescuda, el 1940, durant la Segona Guerra Mundial, i aquesta disposició original fou adoptada per a reconstruir-lo. És un pont de via única, però sense aparells viaris per a gestionar el pas dels trens segons el sentit. Després d'aquest pont, la línia, en un tram rectilini, franqueja sobre viaductes la Ribereta i la Maçana, abans d'arribar a l'estació d'Argelers. Torna al litoral a través d'un seguit de trams i de barres de terra, i se situa en cornisa als peus del Massís de l'Albera, passa a plom sobre la mar, franqueja una ansa pel viaducte del Rabanel i travessa el túnel de la Creu de Força abans d'arribar a l'estació de Cotlliure. En aquesta secció, els pendents no passen mai els 5 mm/m.
La resta del traçat esta establert a través dels relleus pirinencs que s'avancen de forma muntanyosa en la mar. A la sortida de l'estació de Cotlliure, la línia, per una rampa suau, ateny l'entrada del túnel, de 842 metres, excavat sota el Fort de Sant Elm, i tot seguit arriba a l'estació de Portvendres, on una desviació permet d'arribar a Portvendres - Molls. El tram següent, amb molts revolts, travessa el túnel de les Portes, de 404 m, passa el viaducte de Cosprons, després els túnels de Perternera, de 397 m, i les Elmes, de 84 m, abans d'arribar a l'estació de Banyuls de la Marenda. En surt per l'oest, franqueja la Vallàuria, després, en un traçat difícil, els túnels de Peirafita, de 1.231 m, i Canadells, de 96 m, abans d'atènyer l'estació de Cervera de la Marenda i el seu complex ferroviari, amb les vies d'ample estàndard de la xarxa francesa i les de més amplada de la xarxa espanyola. Un dispositiu de canvi d'eixos permet als vagons de mercaderies de passar d'una xarxa a l'altra. De seguida la línia en paral·lel amb la línia espanyola franqueja el Riberal i penetra en el túnel dels Balitres, de 1.064 m; la frontera hi passa pel centre. En surt, a l'estat espanyol, per tal d'arribar a l'estació de Portbou, on es troba el final de la via d'ample estàndard · .

### Equipament
La línia està electrificada en corrent_continu de 1500 volts, equipada de block automàtic lluminós, dotat de control de velocitat per balises (KVB) i d'un enllaç per ràdio sol-train sense transmissió de dades.

### Velocitats màximes
Les velocitats màximes de la línia el 2012 per als TGV, AGC, Z2, trens V 160 o X 72500, en sentit senar (certes categories de trens, com els trens de mercaderies, posseeixen límits més febles):
| De (PK)               | A (PK)                | Límit (km/h) |
| --------------------- | --------------------- | ------------ |
| Narbona Viatgers      | Perpinyà Viatgers     | 150          |
| Perpinyà Viatgers     | Cotlliure             | 140          |
| Cotlliure             | Cervera de la Marenda | 100          |
| Cervera de la Marenda | Portbou               | 40           |

## Explotació
Si bé el final de la línia està situat a Portbou, la majoria dels trens tenen el seu fi de trajecte a l'estació de Cervera de la Marenda, estació fronterera. És el cas dels Intercités que provenen de Paris-Austerlitz, així com dels TER que procedeixen de Tolosa i d'Avinyó. L'estació principal de la línia és la de Perpinyà, i després la de Narbona. La de Cervera de la Marenda és igualment important, ja que constitueix el final de trajecte de molts dels trens que circulen per aquesta línia.
La línia és utilitzada essencialment pel TER d'Occitània, que relliguen sobretot Narbona o Perpinyà amb Cervera de la Marenda i Portbou. Hi circulen igualment els TGV vinguts de Paris - Lyon, Brussel·les i Lille amb destinació a Perpinyà. Els Intercités circulen de nit entre París - Austerlitz i Cervera/Portbou. Els trens del FRET circulen entre Perpinyà/Narbona/Marsella/Bordèus/Tolosa i Catalunya.
La línia forma part del Corredor europeu D (de València à Budapest) i hauria d'estar equipat amb el Sistema europeu de control de trens el 2018. Des de l'obertura de la circulació de la línia LGV cap a Barcelona a partir del desembre del 2013, els Talgo que enllaçaven aquesta vila amb Montpeller van ser reemplaçats per diversos TGV.

## Galeria de fotografies

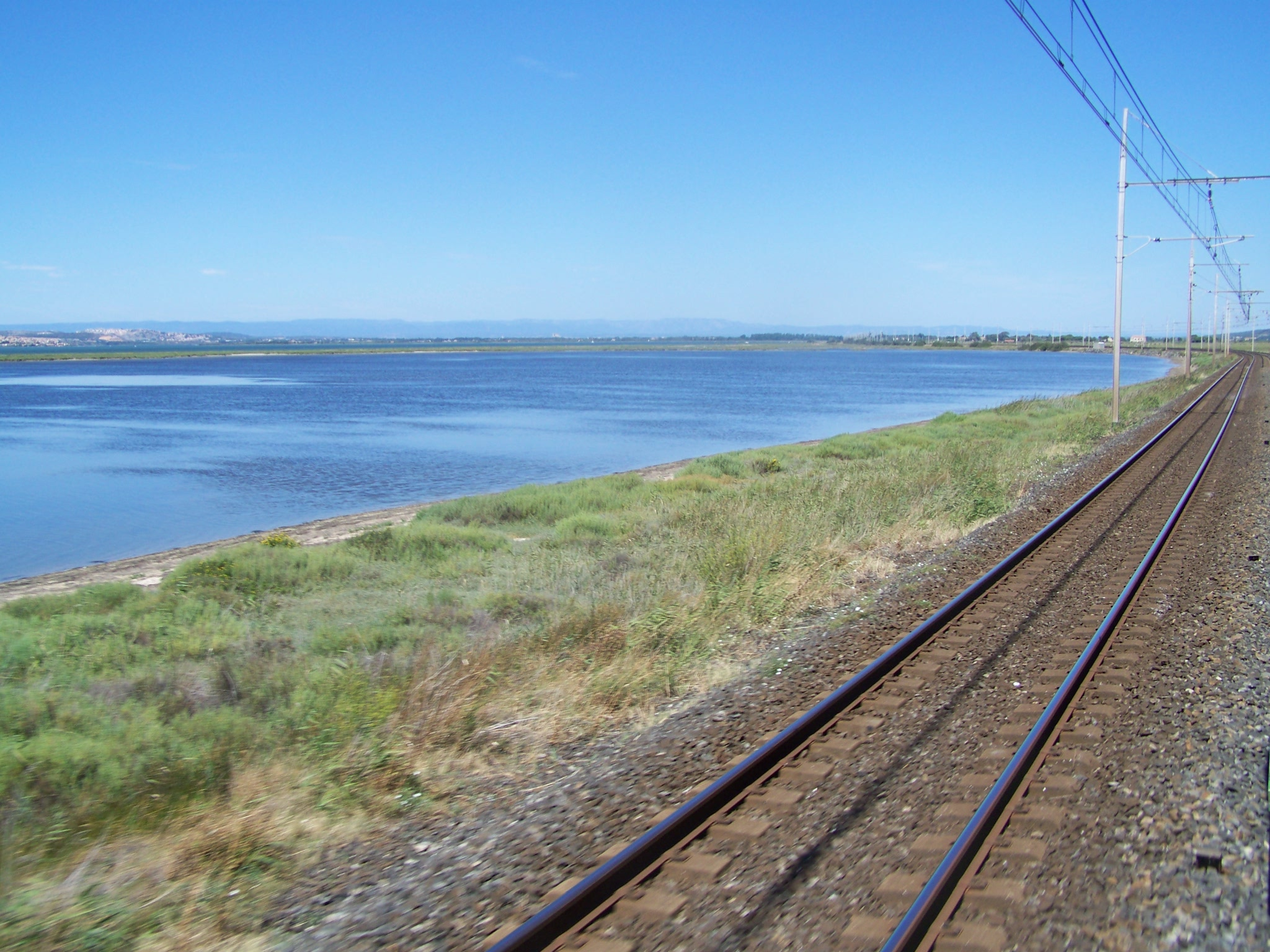
Entre Narbona i l'estació de Perpinyà, pas entre la mar i l'estany de Leucata.
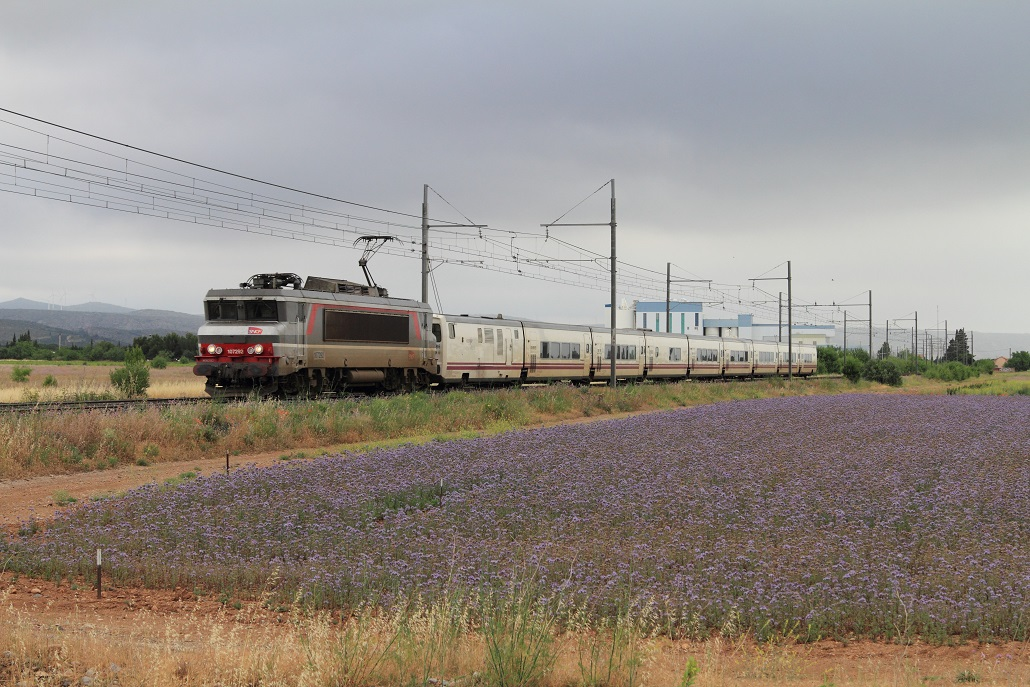
Pas d'un Talgo al PN 413 (PK 453,949) de la línia, el 2013.
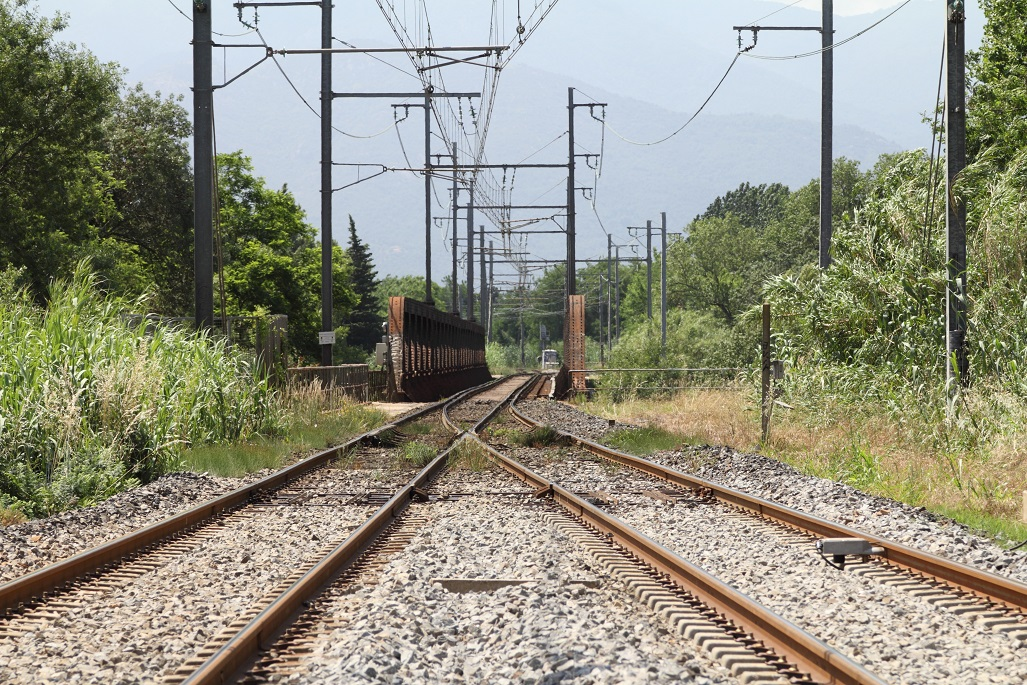
Nus del viaducte del Tec.
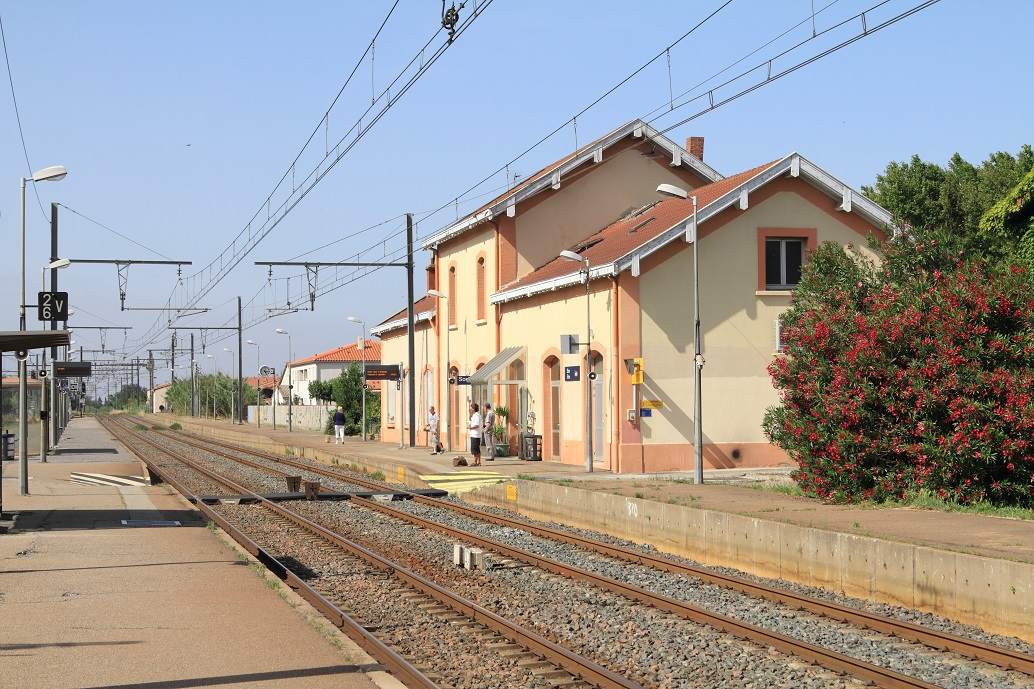
Estació d'Elna.